# Rod cuadrado
Los términos pole, perch y rod (este último en español significa vara) se usan como unidades de superficie, y el perch también se usa como una unidad de volumen. 
El rod (como unidad de longitud) normalmente se usa en los campos agrícolas para la medición de longitudes de los alambres de las cercas. Por ejemplo: El alambre de púas se vende en 80 rods (1/4 milla), y el "Alambre del Campo" se vende en 20 rods.
Como un rod (unidad de longitud) es igual a 16,5 pies, hay 40 rods cuadrados en un rood, y 160 rods cuadrados equivalen a un acre. El rod normalmente era llamado perch o pole. Confusamente, se usó como una unidad de superficie, pero que significó un rood. 
Obviamente, las interpretaciones regionales de rod dan resultados diferentes.

## Equivalencias
- 39 204 pulgadas cuadradas
- 272,25 pies cuadrados
- 30,25 yardas cuadradas
- 0,025 roods
- 0,00625 acres
- 0,0000390625 homesteads
- 0000332